# Babylon 5: I’ve Found Her
Babylon 5: I’ve Found Her — бесплатная компьютерная игра в жанре космического симулятора, действия которой разворачиваются во вселенной научно-фантастического сериала «Вавилон-5». Игра создана силами участников из России, Германии, Австралии, Швеции, Великобритании, Канады, Эстонии, Австрии и Финляндии.

## История создания
Главным идеологом и главным программистом является Олег Петров. Движок FLYM изначально разрабатывался с 1998 года только для проектов «Вавилон-5».
На 2012 год было анонсировано несколько игр, создаваемых Space Dream Factory (создатели IFH). Достаточный интерес вызвала игра  «Babylon 5: Black Omega».
15 июля 2010 года на официальном форуме Олег объявил основные особенности новой игры:
- Новый движок (в том числе новая система рендеринга, сценариев, физика и многопользовательский режим).
- Новая история, которая происходит спустя 2 недели после эпизодов «Danger and Opportunity».
- Тот же главный герой, Николай Шевченко, который недавно вступил в ряды Black Omega.
- 13 миссий.
- 10 уникальных PSI-способностей.
- Stealth и боевые миссии.
- Обновленные миссии в гиперкосмосе.
- Множество дополнительных высококачественных сюжетных кинематографических кат-сцен.
- Более 50 персонажей.
- Полностью обновлённые модели, окружение и контент в целом.
- Достаточно мрачная концовка, которая откроет двери для следующей кампании, в том числе «IFH Main».

## Движок игры

Основной экран глазами игрока

Движок игры FLYM нетребователен к ресурсам компьютера, так как для отрисовки объектов игрового мира не нужно много памяти.
Планеты Солнечной системы отображены со скрупулёзной точностью. Юпитер и его спутники имеют текстуры, созданные на основе настоящих карт поверхностей планет; до них даже можно долететь, правда, потеряв много времени и топлива.
Игрок, в основном, летает на истребителе Starfury SA-23A; в дополнении «Danger and Opportunity» есть возможность полетать на SA-23B и SA-23C, а также на экспериментальном XA-31 (Будущий Thunderbolt SA-31). HUD истребителей воспроизведены с подробной точностью на основе материалов телесериала.

## Сюжет

Истребитель Starfury SA-20 в гиперпространстве

События охватывают небольшой отрезок времени за четыре года (2254 год) до основных действий Вавилона-5. Действия разворачиваются вокруг холодной удалённой планеты Ва’Тан 11, на которой разведка Земного Альянса обнаружила ценный ресурс — Квантиум-40. Однако систему, к которой относится планета, уже начинает колонизировать Нарн.
Разведывательное подразделение Земного Альянса, совместно с Пси-корпусом, начинает операцию по захвату звёздной системы…
Главный герой, пилот Николай Шевченко, командир истребительной эскадрильи «Альфа» (вооружённой истребителями SA-23), приписанной к кораблю Земного Альянса «Персей», наделён телепатическими способностями.
Официально игра именуется приквелом. 31 декабря 2005 года объявлено о разработке следующей части игры — «Black Omega».

## «Пасхальные яйца»

Starfury SA-23A на фоне Юпитера

Несмотря на то что основная кампания коротка — всего лишь пять миссий, авторы внесли в своё детище несколько пасхальных яиц. Например, в первой обучающей миссии, действие которой происходит у орбиты Юпитера, в первой точке Лагранжа между Ио и Юпитером находится некий объект, который явственно ссылается на знаменитый роман Артура Кларка. Музыка же, звучащая при встрече с этим объектом, также отсылает к одноимённому фильму Стенли Кубрика.
Если направиться к Ио, то можно встретить спутник связи, напоминающий космические аппараты серии «Вояджер». Однако в себе он несёт отнюдь не послание к иным цивилизациям, а всего лишь трансляцию немецкой радиопередачи.
В игре присутствуют и другие скрытые намёки, ссылающиеся на будущие события вселенной «Вавилона-5».